# Campeonato Mundial de Piragüismo en Maratón de 1994
El IV Campeonato Mundial de Piragüismo en Maratón se celebró en Ámsterdam (Países Bajos) entre el 3 y el 4 de septiembre de 1994 bajo la organización de la Federación Internacional de Piragüismo (ICF).

## Resultados

### Masculino
| Evento | Oro                                              | Plata                                          | Bronce                                                    |
| ------ | ------------------------------------------------ | ---------------------------------------------- | --------------------------------------------------------- |
| C1     | Arne Nielsson Dinamarca 3:20:28                  | Gabor Kolozsvari · Hungría · 3:28:41           | Carsten Scales Dinamarca 3:28:56                          |
| C2     | Zsolt Bohács · Istvan Gyulai · Hungría · 3:06:31 | Stephen Train Andrew Train Reino Unido 3:06:33 | Pedro Areal · Bienvenido Pérez Dacosta · España · 3:14:58 |
| K1     | Lars Koch Dinamarca 2:59:46                      | Tom Krantz · Suecia · 2:59:50                  | Robert Herreveld Sudáfrica 2:59:59                        |
| K2     | Steven Harris Ivan Lawler Reino Unido 2:46:50    | Csaba Laszlo · Laszlo Toth · Hungría · 2:46:51 | Thomas Christiansen Karsten Solgaard Dinamarca 2:46:52    |

### Femenino
| Evento | Oro                                           | Plata                                         | Bronce                                         |
| ------ | --------------------------------------------- | --------------------------------------------- | ---------------------------------------------- |
| K1     | Susanne Gunnarsson · Suecia · 3:16:13         | Denise Cooper Australia 3:18:49               | Andrea Pitz · Hungría · 3:19:21                |
| K2     | Denise Cooper Shelly Jesney Australia 3:00:57 | Hanne Selmer Bettina Larsen Dinamarca 3:10:37 | Andrea Biro · Agnes Erdodi · Hungría · 3:11:47 |

## Medallero
| Núm. | País        | Oro | Plata | Bronce | Total |
| ---- | ----------- | --- | ----- | ------ | ----- |
| 1    | Dinamarca   | 2   | 1     | 2      | 5     |
| 2    | Hungría     | 1   | 2     | 2      | 5     |
| 3    | Suecia      | 1   | 1     | 0      | 2     |
| 3    | Reino Unido | 1   | 1     | 0      | 2     |
| 3    | Australia   | 1   | 1     | 0      | 2     |
| 6    | España      | 0   | 0     | 1      | 1     |
| 6    | Sudáfrica   | 0   | 0     | 1      | 1     |
|      | TOTAL       | 6   | 6     | 6      | 18    |